# Nemzeti Tudományos Érem
A Nemzeti Tudományos Érem (angolul: National Medal of Science) az Egyesült Államok elnöke által adományozott kitüntetés, amellyel a biológia, kémia, műszaki tudományok, matematika, fizika, társadalom- és viselkedéstudományok terén nyújtott kiemelkedő teljesítményt jutalmazzák. A kitüntetetteket az amerikai Nemzeti Tudományos Alaphoz (National Science Foundation) tartozó tizenkét fős bizottság jelöli ki. 

## Története

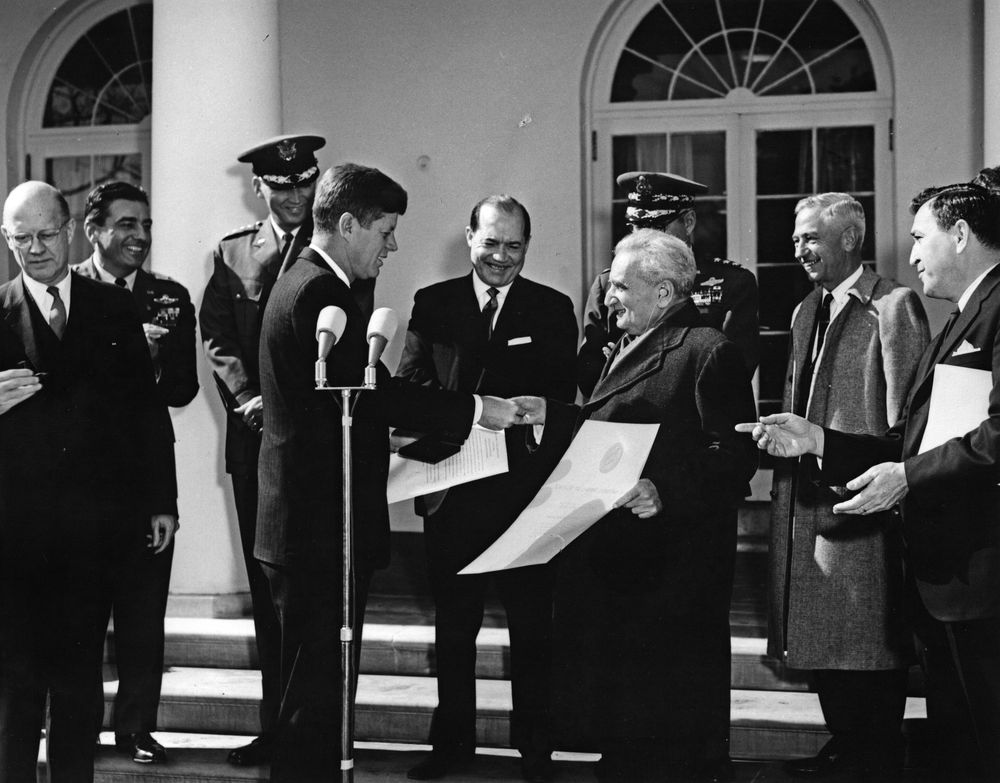
Kennedy elnök 1963-ban átadja Kármán Tódornak a kitüntetést

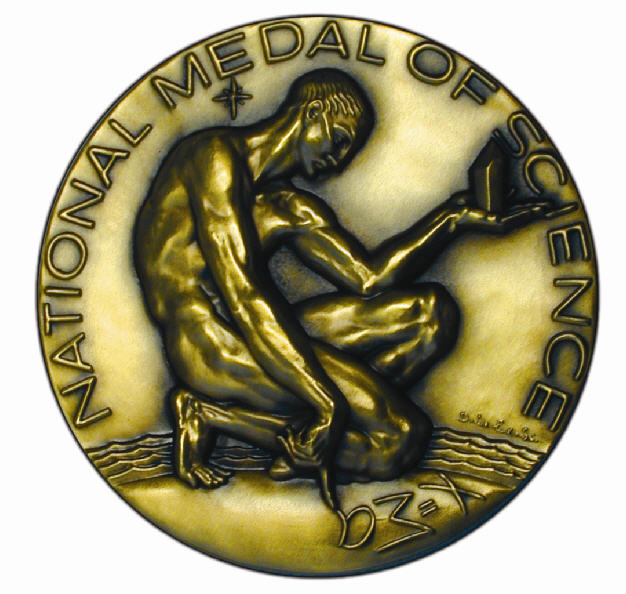
Wernher von Braun a Nemzeti Tudományos Érmet Gerald Ford elnöktől 1975-ben vehette át

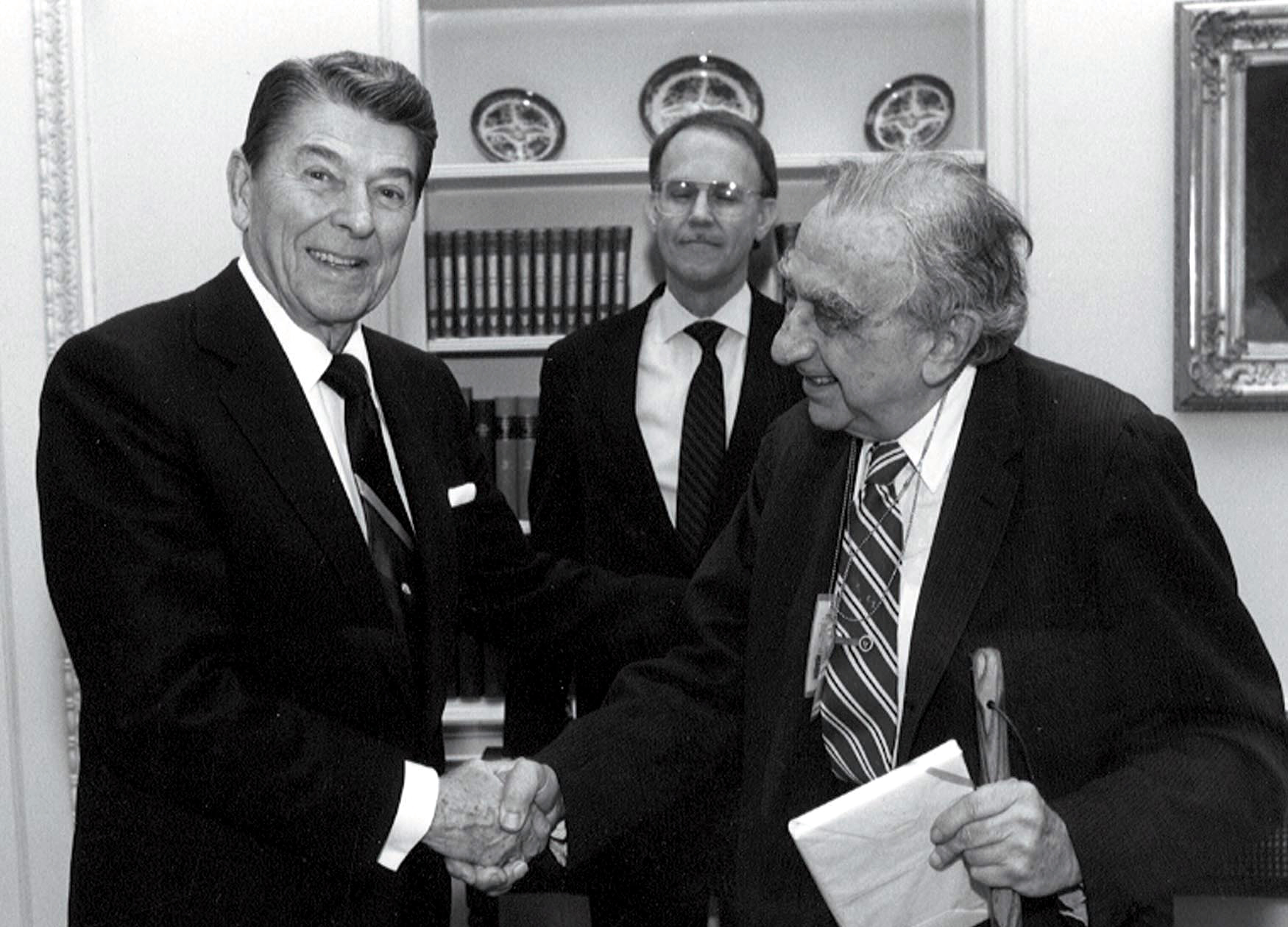
Reagan elnök 1983-ban átadja Teller Edének a kitüntetést

A Nemzeti Tudományos Érmet 1959. augusztus 25-én alapította az Amerikai Egyesült Államok Kongresszusa. Az érmet odaítélő bizottság felállításáról John F. Kennedy elnök 1961. augusztus 23-i végrehajtási rendelete intézkedett. A kitüntetést eredetileg a „fizikai, biológiai, matematikai vagy műszaki tudományok” terén kiemelkedőt alkotott tudósoknak szánták, de 1979-ben ezt kiegészítették a társadalom- és viselkedéstudományok képviselőivel is.
Az első érmet az 1936 óta amerikai állampolgár Kármán Tódornak nyújtotta át John F. Kennedy 1963. február 18-án. A hivatalos indoklás szerint: A repüléstechnika számára alapvető, tudományos és műszaki úttörő munkájáért; a mechanika számos területéhez való hathatós oktatói és egyéb hozzájárulásáért; a Fegyveres Erőknek nyújtott kiváló tanácsadásáért; és mert elősegítette a nemzetközi együttműködést a természet- és műszaki tudományok terén. 

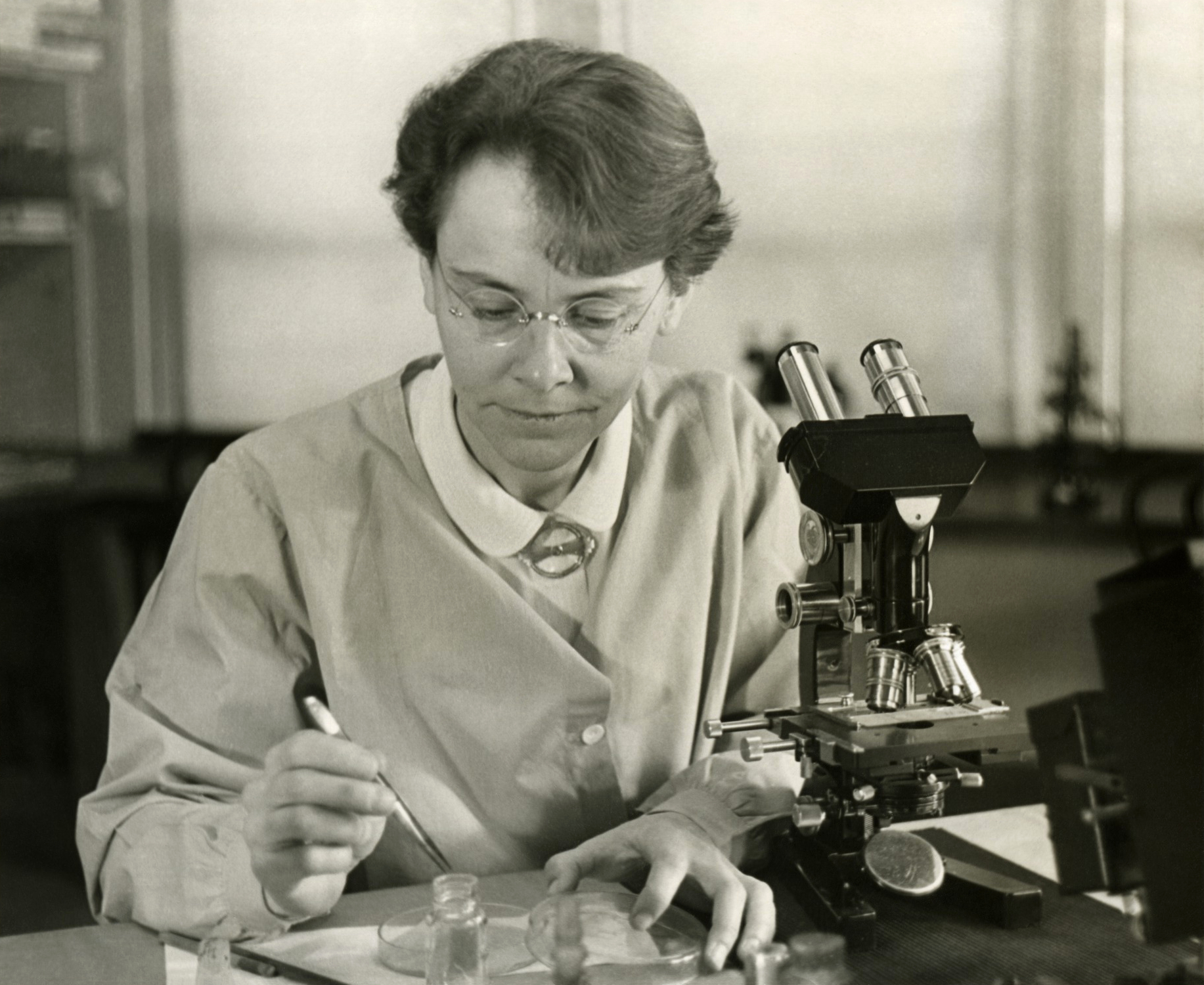
Barbara McClintock (1947-ben)

Az első nő, aki Nemzeti Tudományos Éremben részesült, Barbara McClintock növénygenetikus volt 1971-ben. 
Az alapító törvény évente húsz személy jutalmazását teszi lehetővé; ennek ellenére általában 8-15 kiváló tudós kapja meg a kitüntetést. 1985-ben, 1984-ben, 1980-ban, 1978-ban, 1977-ben, 1972-ben és 1971-ben egyáltalán nem adták ki az érmet. A 2011-es kitüntetettek is csak 2013-ban vehették át az érmet.
Az átadási ünnepség a Fehér Házban zajlik a mindenkori amerikai elnök vezetésével.

## A jelölés menete

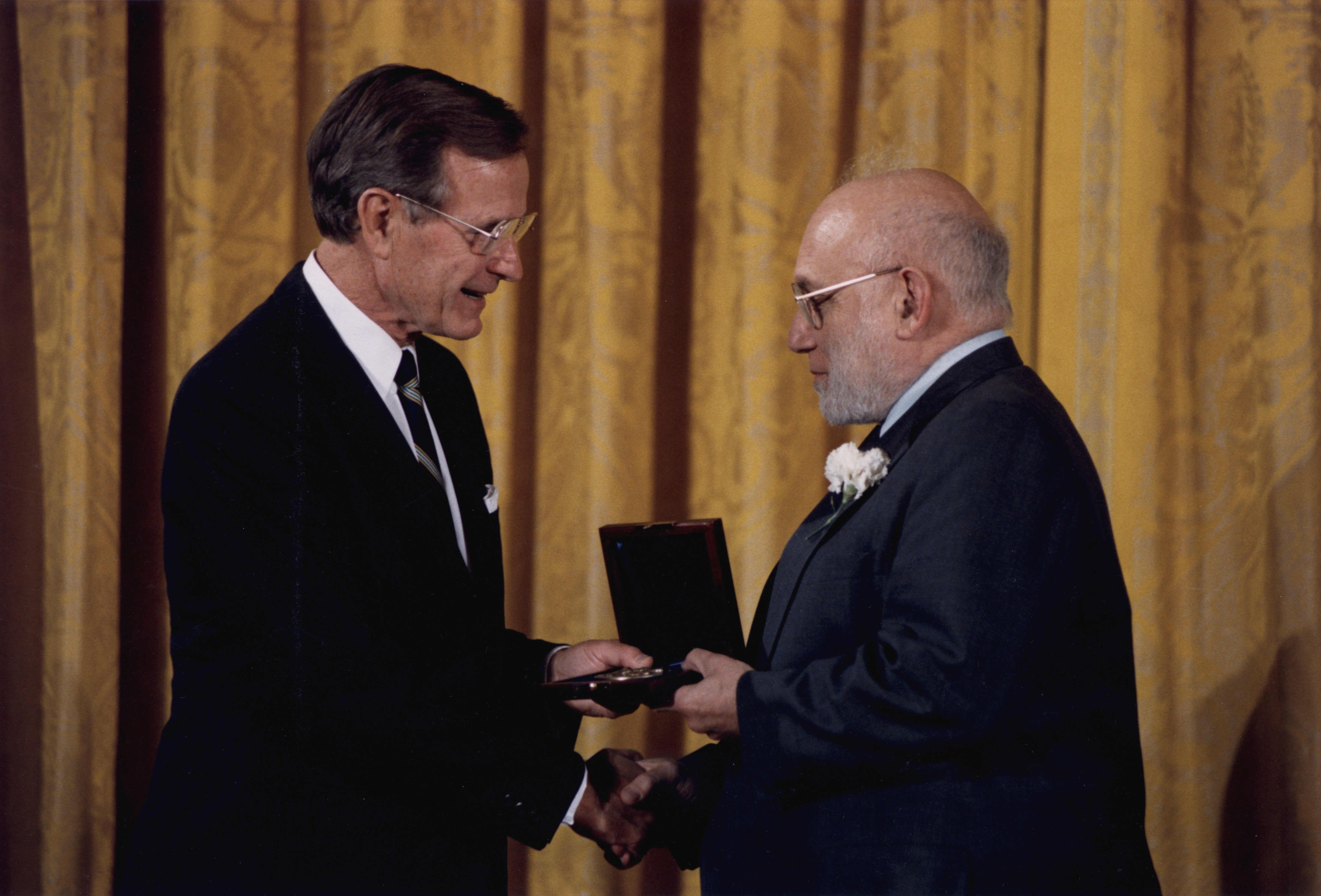
George Bush és a Nobel-díjas Joshua Lederberg

A Nemzeti Tudományos Alap minden évben felkéri a tudományos közösséget, hogy javasoljanak jelölteket a Nemzeti Tudomány Érem számára. A jelölteknek három támogató levéllel kell rendelkezniük a tudományos élet jeles képviselői részéről, amelyeket aztán elküldenek a Nemzeti Tudományos Érem Bizottságához (Committee of the National Medal of Science). A bizottság tizenkét tudósból, valamint a Tudomány- és Technológiapolitikai Hivatal (Office of Science and Technology Policy, OSTP) igazgatójából és az Amerikai Tudományos Akadémia elnökéből áll.
Az érmet olyan amerikai állampolgárok (vagy állampolgárságot kérő állandó lakosok) kaphatják, akik különösen kiemelkedőt alkottak a saját területükön vagy jelentősen befolyásolták a tudományágukat. Sikeresen jelölhetők azok is akik jelentősen segítették a tudomány előrehaladását vagy befolyásolták a természet- vagy társadalomtudományok oktatását (bár ez utóbbi kevésbé fontos mint egy áttörést jelent kutatási eredmény). Egy jelölés három évig érvényes, ennek letelte után az illető személy újból jelölhető. A jelöltek közül a bizottság dönti el, hogy kiket javasol az USA elnöke számára, aki a végső döntést hozza.

## Az érem
Az érem az Embert ábrázolja, akit körbevesz a föld, a tenger és az égbolt; aki szemléli a Természetet és igyekszik megérteni azt. A bal kezében levő kristály a Világegyetem rendjét és az élőlények alapegységét szimbolizálja. A jobb kezével a homokba rajzolt képlet a tudományos absztrakciót jelképezi.

## Fordítás
Ez a szócikk részben vagy egészben  a   National Medal of Science című angol Wikipédia-szócikk ezen változatának fordításán alapul.  Az eredeti cikk szerkesztőit annak laptörténete sorolja fel. Ez a jelzés csupán a megfogalmazás eredetét és a szerzői jogokat jelzi, nem szolgál a cikkben szereplő információk forrásmegjelöléseként.